# Columba delegorguei
Columba delegorguei là một loài chim trong họ Columbidae.

## Hình ảnh

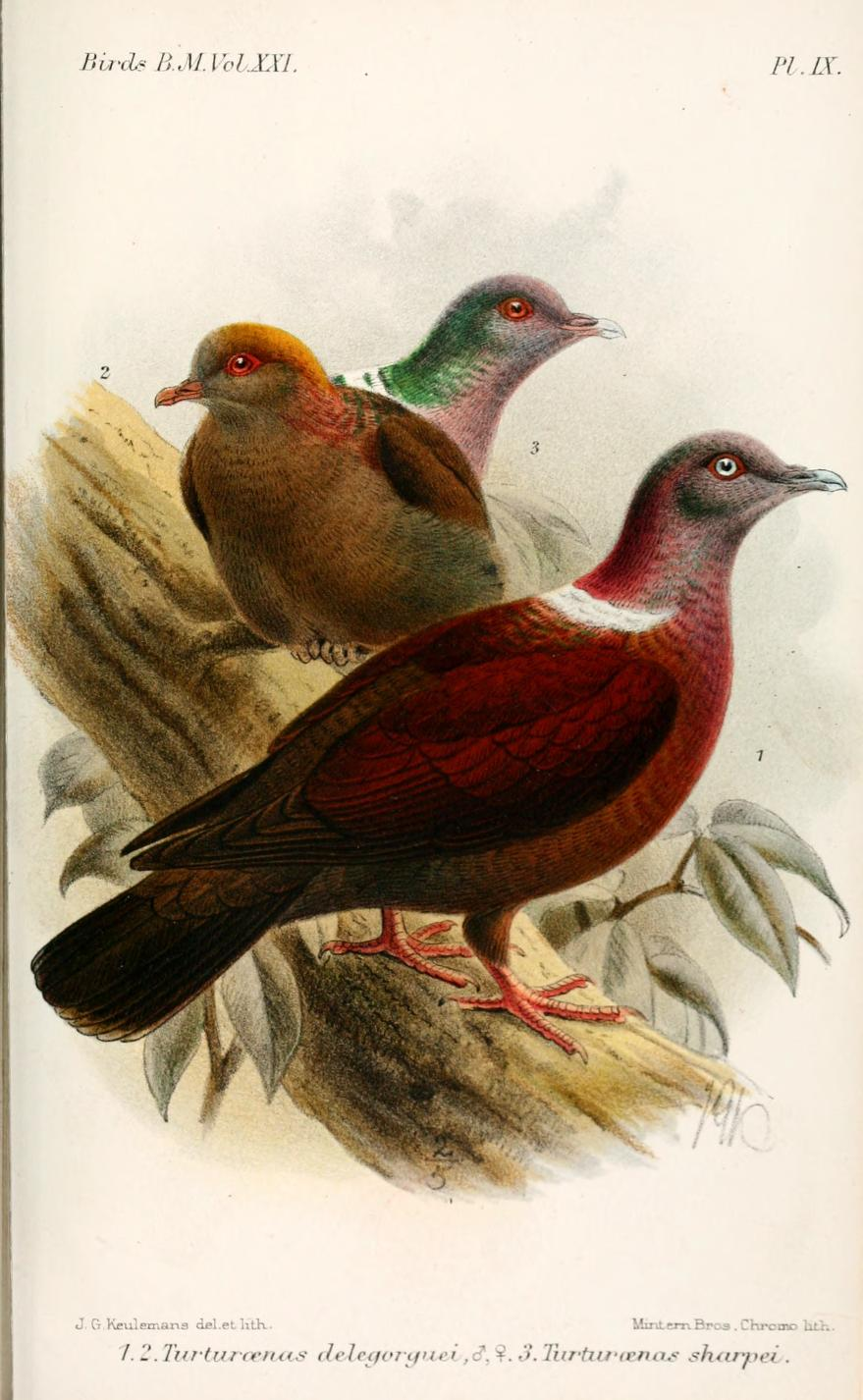
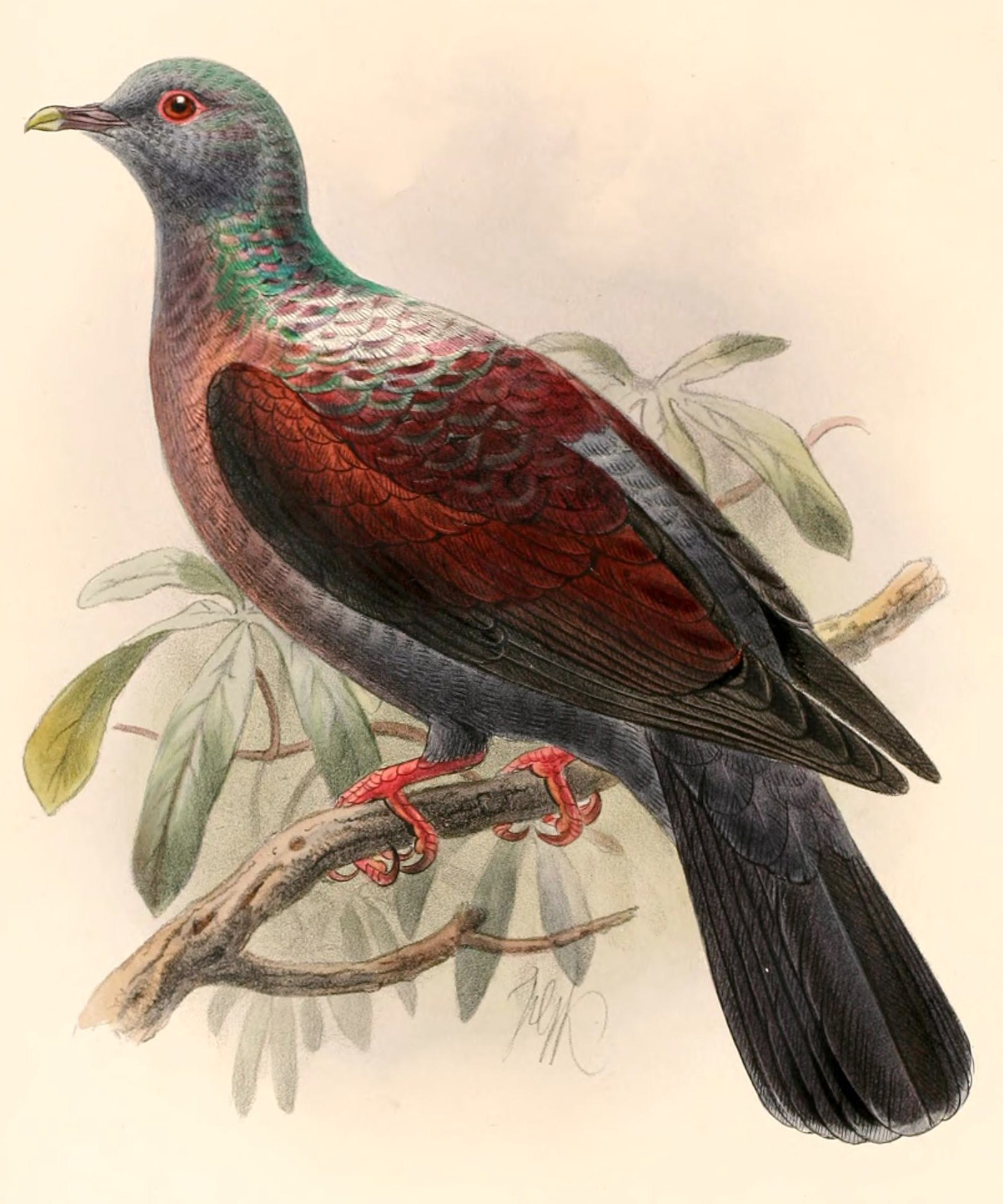